# Frank S. Mathers Trophy
Die Frank S. Mathers Trophy ist eine Eishockeytrophäe der American Hockey League, die nach Frank Mathers, einem ehemaligen Trainer der Hershey Bears benannt ist. Die Trophäe wird seit der Saison 2015/16 wieder an den Gewinner der Eastern Conference vergeben. Die Auszeichnung existiert seit der Saison 1995/96.

## Gewinner
| Jahr                              | Team                           |
| Eastern-Conference-Sieger         | Eastern-Conference-Sieger      |
| --------------------------------- | ------------------------------ |
| 2024/25                           | Rocket de Laval                |
| 2023/24                           | Hershey Bears                  |
| 2022/23                           | Providence Bruins              |
| 2021/22                           | Charlotte Checkers             |
| Bestes Team der Canadian Division |                                |
| 2020/21                           | Rocket de Laval                |
| Eastern-Conference-Sieger         |                                |
| 2019/20                           | Providence Bruins              |
| 2018/19                           | Charlotte Checkers             |
| 2017/18                           | Toronto Marlies                |
| 2016/17                           | Wilkes-Barre/Scranton Penguins |
| 2015/16                           | Toronto Marlies                |
| East-Division-Sieger              |                                |
| 2014/15                           | Hershey Bears                  |
| 2013/14                           | Binghamton Senators            |
| 2012/13                           | Syracuse Crunch                |
| 2011/12                           | Norfolk Admirals               |
| Eastern-Conference-Sieger         |                                |
| 2010/11                           | Wilkes-Barre/Scranton Penguins |
| 2009/10                           | Hershey Bears                  |
| 2008/09                           | Hershey Bears                  |
| 2007/08                           | Providence Bruins              |
| 2006/07                           | Hershey Bears                  |
| 2005/06                           | Portland Pirates               |
| 2004/05                           | Manchester Monarchs            |
| 2003/04                           | Hartford Wolf Pack             |
| South-Division-Sieger             |                                |
| 2002/03                           | Norfolk Admirals               |
| 2001/02                           | Norfolk Admirals               |
| Mid-Atlantic-Division-Sieger      |                                |
| 2000/01                           | Rochester Americans            |
| 1999/2000                         | Kentucky Thoroughblades        |
| 1998/99                           | Philadelphia Phantoms          |
| 1997/98                           | Philadelphia Phantoms          |
| 1996/97                           | Philadelphia Phantoms          |
| South-Division-Sieger             |                                |
| 1995/96                           | Binghamton Rangers             |